# Kungariket Etrurien
Kungariket Etrurien var ett kungarike mellan 1801 och 1807, som motsvarade en stor del av det moderna Toscana. Kungariket tog namnet från Etruria, det gamla romerska namnet på landet där etruskerna levde. 
Kungariket bildades genom Freden i Aranjuez, då en överenskommelse mellan Spanien och Frankrike slöts, innebärande att Huset Bourbon i Parma kompenserades för förlusten av dess territorium i norra Italien (som hade varit ockuperat av franska trupper sedan 1796). Ferdinand av Parma överlät sitt hertigdöme till Frankrike, och i gengäld fick hans son Ludvig I, Kungariket Etrurien (som bildades av det gamla Storhertigdömet Toscana). För att ge plats åt Huset Bourbon avhystes Ferdinand III av Toscana, som var hertig i Storhertigdömet Toscana och kompenserades med Kurfurstendömet Salzburg.
Den första kungen Ludvig I av Etrurien dog ung 1803, och hans minderåriga son Karl II efterträdde honom. Hans mor, Maria Luisa av Spanien utsågs till regent. 
År 1807 upplöste Napoleon I kungariket, och delade i det i tre departement: Arno, Méditerranée och Ombrone. Kungen och hans mor blev lovade det nya Kungariket Norra Lusitanien, men detta blev aldrig av på grund av brytningen mellan Napoleon och Huset Bourbon i Spanien 1808. Efter Napoleons fall 1814 återställdes Storhertigdömet Toscana, och Ferdinand III fick återvända. År 1815 bröt sig Hertigdömet Lucca ut från Toscana som ersättning för Huset Bourbon tills de båda hertigdömena sammanslogs 1847.